# هشت ببر کورودا
کورودا هاکّو (به ژاپنی: 黒田八虎) یا هشت ببر کورودا، عنوانی بود که به نخبگان سنگوکو دایمیو کورودا ناگاماسا داده شده است، این افراد از میان بیست و چهار ژنرال کورودا، از جمله برادران کوچکتر و ملازمان ارشدشان، برگزیده شده‌اند. هر دو از زمانی که سلف آنها، کورودا ناگاماسا سرپرست خانواده بود، فعال بودند.

## فرد واجد شرایط

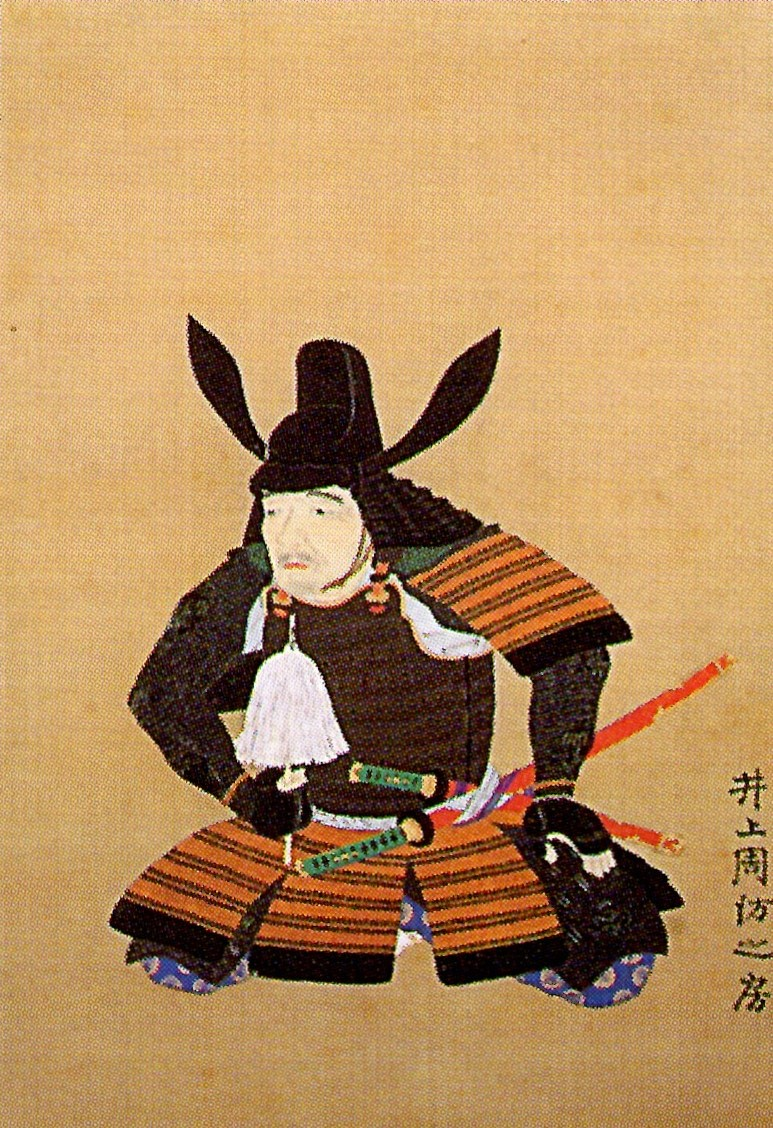
اینواوئه یوکیفوسا （۱۵۵۴ - ۱۶۳۴）
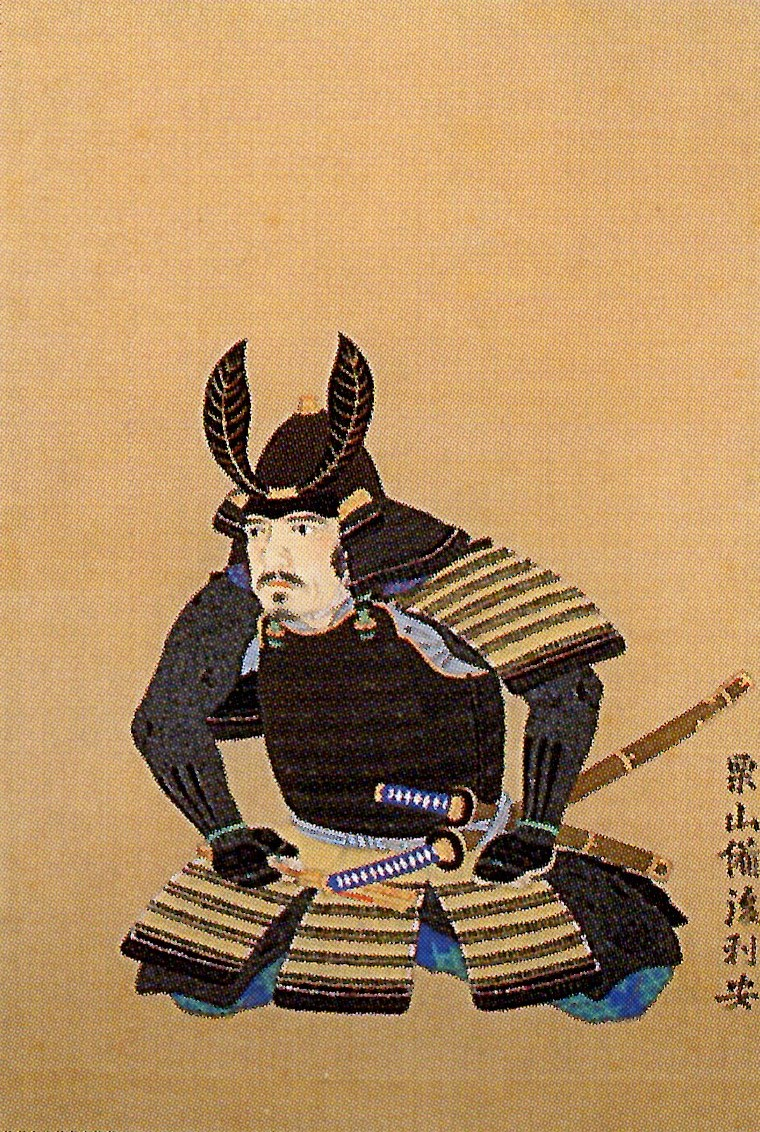
کوری‌یاما توشی‌یاسو （۱۵۵۰ - ۱۶۳۱）
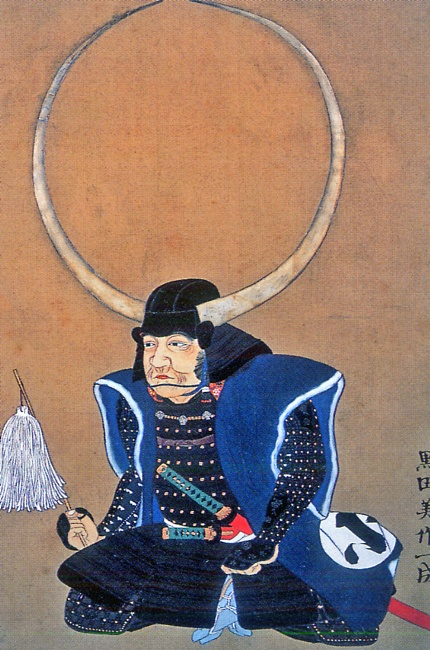
کورودا کازوشیگه （۱۵۷۱ - ۱۶۵۶）
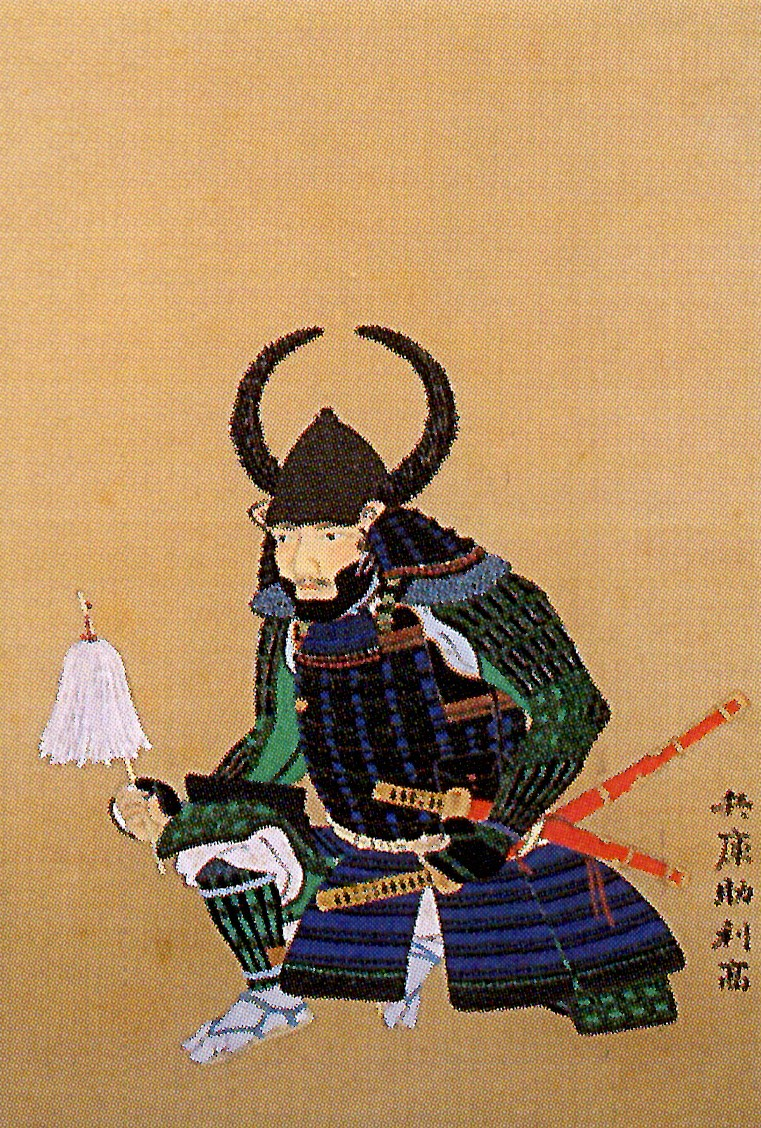
کورودا توشیتاکا※ （۱۵۵۴ - ۱۵۹۶）
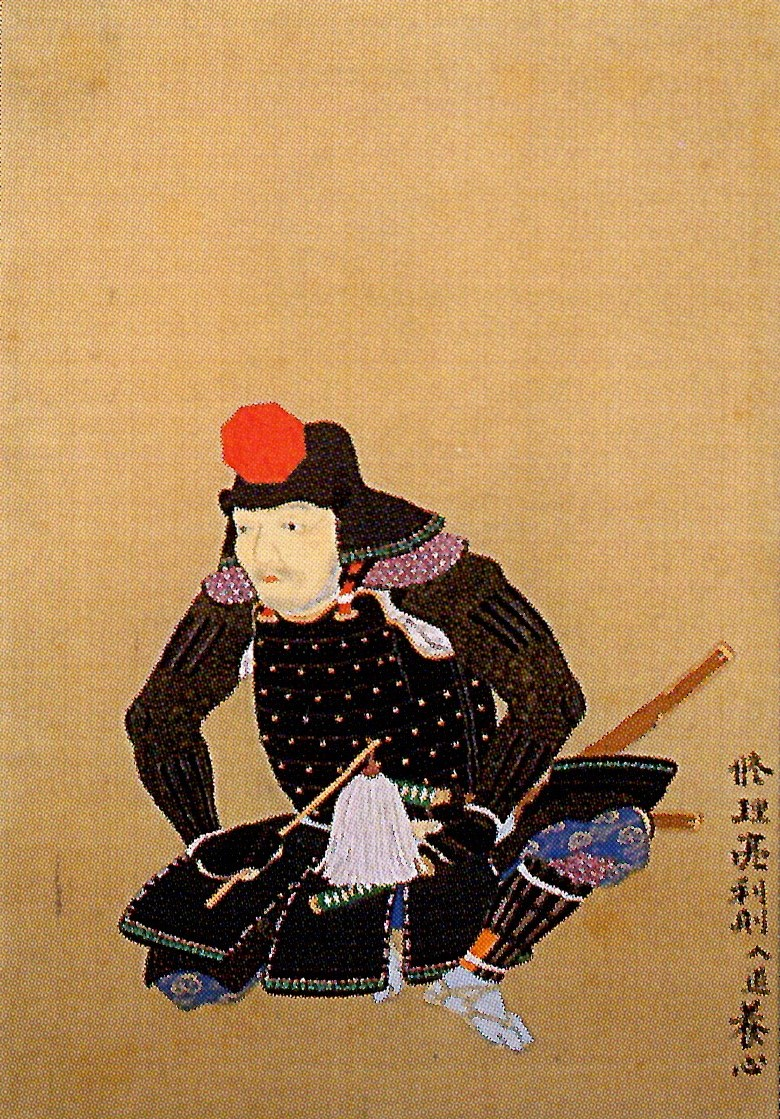
کورودا توشینوری※ （۱۵۶۱ - ۱۶۱۲）
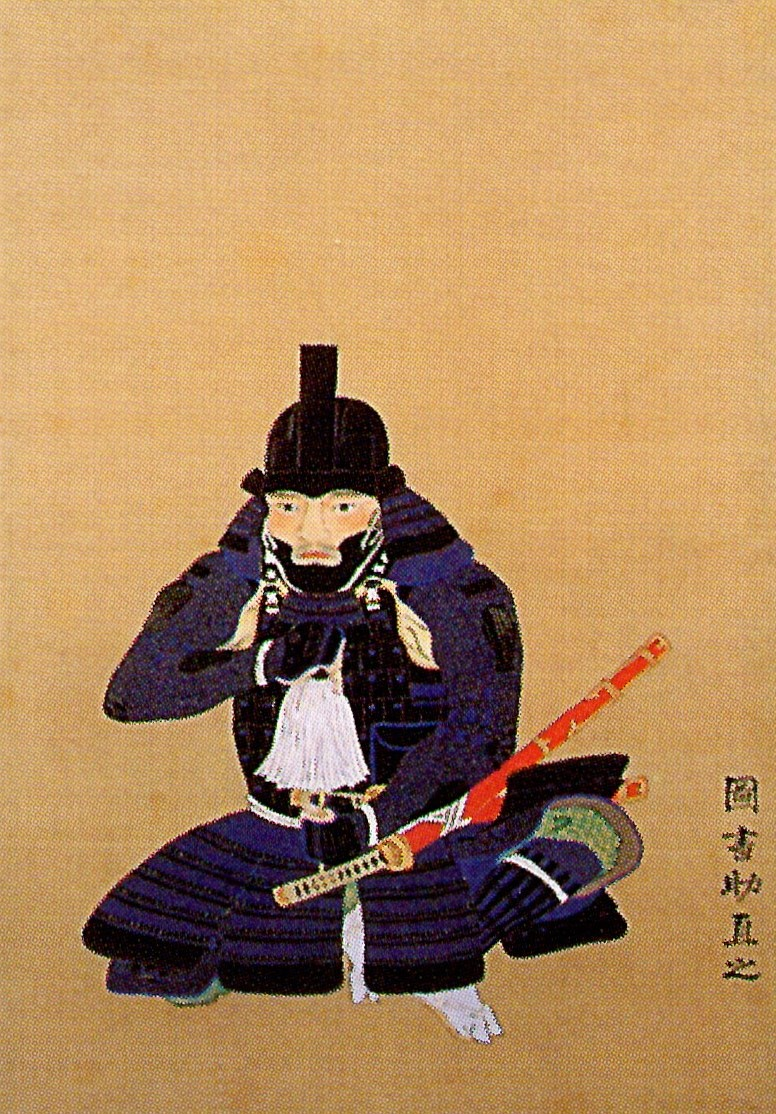
کورودا نورییوکی※ （۱۵۶۴ - ۱۶۰۹）
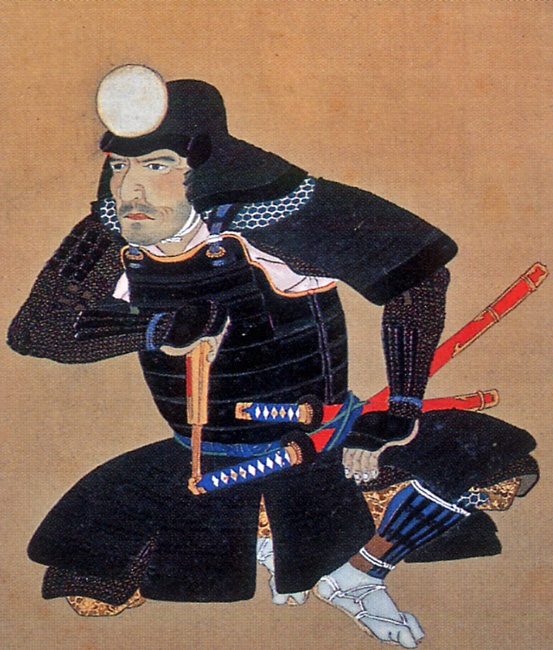
گوتو موتوتسوگو （۱۵۶۰ - ۱۶۱۵）
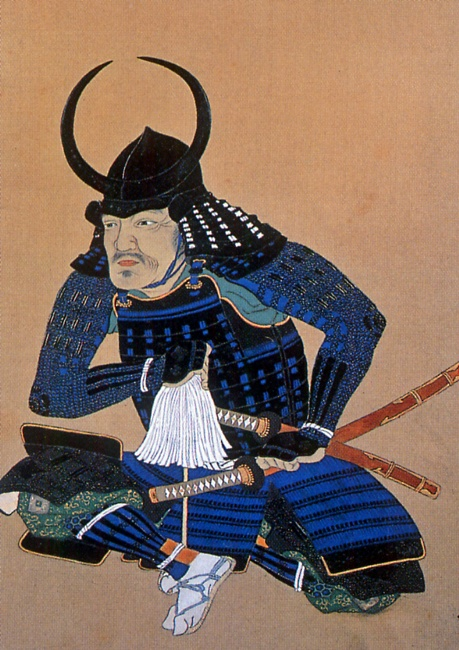
موری تومونوبو
（۱۵۵۶ - ۱۶۱۵）

※برادران کوچکتر کورودا یوشیتاکا